# Berthelinopsis
Berthelinopsis es un género de foraminífero bentónico de la subfamilia Falsoguttulininae, de la familia Polymorphinidae, de la superfamilia Polymorphinoidea, del suborden Lagenina y del orden Lagenida. Su especie-tipo es Berthelinopsis carlsbadensis. Su rango cronoestratigráfico abarca el Campaniense (Cretácico superior).

## Discusión
Clasificaciones previas incluían Berthelinopsis en la superfamilia Nodosarioidea.

## Clasificación
Berthelinopsis incluye a la siguiente especie:
- Berthelinopsis carlsbadensis †